# Gua sha

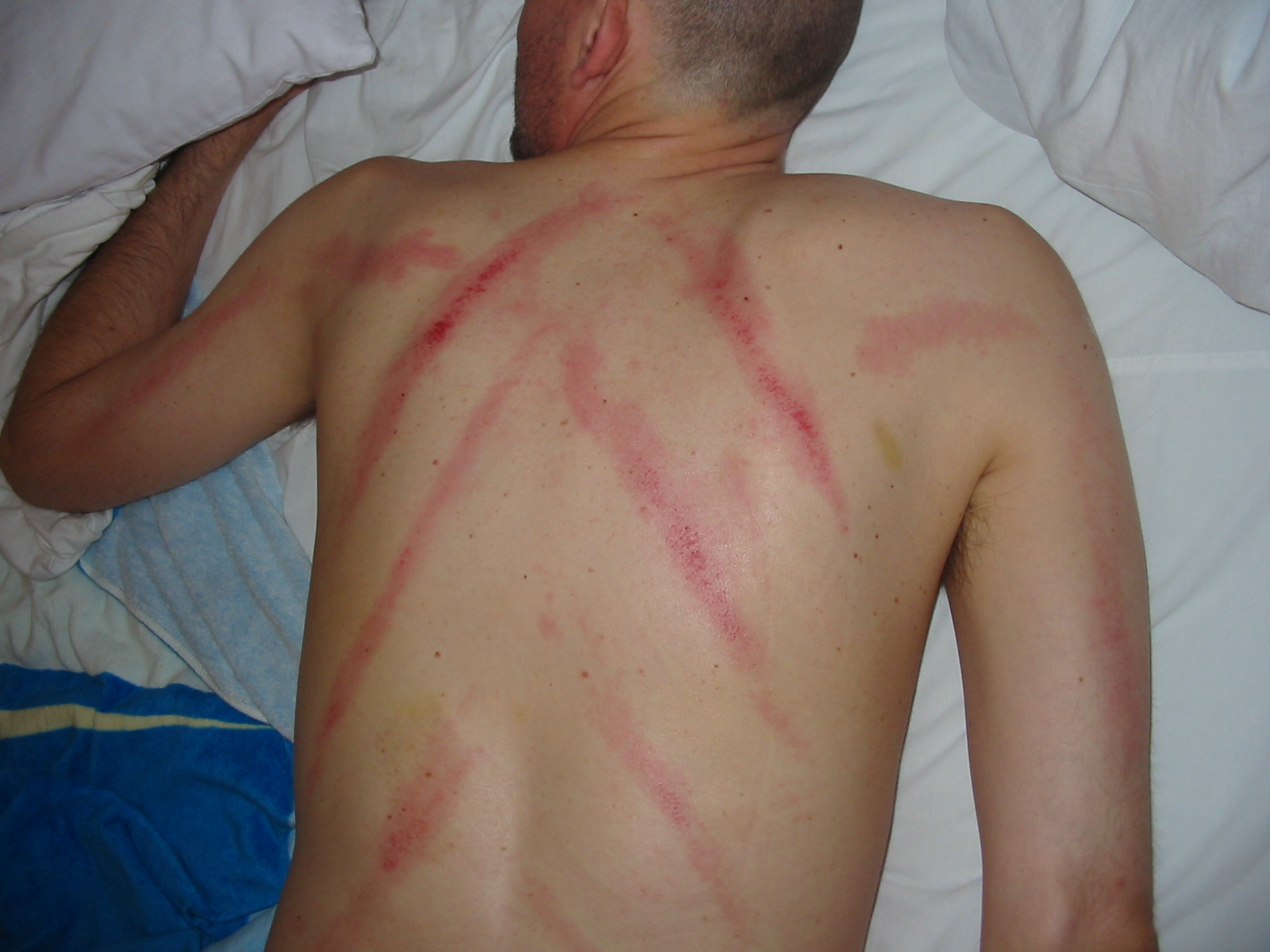
Resultado de uma sessão de gua sha em Bali, Indonésia

Gua sha (chinês: 刮痧), é um tratamento na medicina tradicional chinesa. Seus praticantes usam uma ferramenta para raspar a pele, acreditando que isto traz benefícios terapêuticos.
Qualquer aparente benefício atribuído ao Gua sha se deve ao efeito efeito placebo.

## Eficácia
O pesquisador de medicinas alternativas Edzard Ernst afirmou que os poucos ensaios clínicos sobre o gua sha "apenas demonstram como efeitos placebos podem ser formidáveis, particularmente se o tratamento é exótico, impressionante, envolve contato físico, é levemente doloroso e cria altas expectativas". Conforme uma revisão de literatura publicada no Journal of the American Academy of Dermatology, os efeitos colaterais do gua sha variam de sequelas de pouca importância, incluindo dermatite, queimaduras e hematúria &ndash, a efeitos raros e graves, incluindo hematomas cerebrais e lesões graves que podem requerer enxertos de pele.

## Cạo gió
Presumivelmente entre os séculos V e VII o gua sha chegou ao Vietnã, onde é bastante popular e conhecido pelo nome cạo gió. O termo se traduz aproximadamente como "raspar vento", pois um dos seus principais usos é no tratamento de resfriados, que na cultura vietnamita são chamados de trúng gió, ou "pegar vento".

## References
1. 1 2  Vashi, NA; Patzelt, N; Wirya, S; Maymone, MB; Zancanaro, P; Kundu, RV (2018). «Dermatoses caused by cultural practices: Therapeutic cultural practices.» [Dermatoses causadas por práticas culturais: Práticas terapêuticas culturais]. J Am Acad Dermatol. 79 (1): 1-16. PMID 29908818. doi:10.1016/j.jaad.2017.06.159. Consultado em 6 de julho de 2019
2. ↑  Crislip, Mark (20 de fevereiro de 2015). «Traditional Chinese Pseudo-Medicine Hodgepodge». Science-Based Medicine
3. 1 2  Edzard, Ernst (11 de janeiro de 2013). «Gua Sha: torture or treatment?» [Gua Sha: tortura ou tratamento?]. Edzardernst.com. Consultado em 17 de fevereiro de 2019. Cópia arquivada em 17 de fevereiro de 2019. (...) the two RCTs  just show how remarkable placebo-effects can be, particularly if the treatment is exotic, impressive, involves physical touch, is slightly painful and raises high expectations.
4. ↑  Needham, J. Celestial Lancets. Cambridge, UK: Cambridge University